# Wipeout Omega Collection
Wipeout Omega Collection es un videojuego de carreras desarrollado por XDev y publicado por Sony Interactive Entertainment para PlayStation 4. Es una colección remasterizada en 4K y HDR de Wipeout HD y Wipeout 2048, títulos originalmente pertenecientes a PlayStation 3 y PlayStation Vita respectivamente.